# Чирко-Кемь
Чирко-Кемь (устар. Чи́рка-Кемь) — река в Карелии, правый приток реки Кеми (бассейн Белого моря).
Длина реки — 221 км, площадь водосборного бассейна — 8270 км². Берёт своё начало от слияния рек Кемь и Чирка на Западно-Карельской возвышенности. В своём течении проходит ряд озёр, впадает в озеро Юшкоярви. Высота устья — 89,9 м над уровнем моря.
Питание снеговое и дождевое. Среднегодовой расход воды — около 81 м³/сек. Глубина обычно не превышает 3 метров. Вода тёмная, видимость не более 5 метров.
Река несудоходна в связи с большим количеством перекатов и порогов (большинство из них не замерзают). Шум порога «Горшок» слышен за 3 км. Самый крупный порог — Тахко-Падун (замерзает в конце октября — ноябре, вскрывается в конце апреля — мае).
Река представляет большой интерес для спортивного туризма. Сплава по реке в промышленном масштабе не ведётся с 1980-х годов.
Река расположена в пограничной зоне РФ. Населённых пунктов в прибрежной зоне всего два: посёлок Боровой и деревня Юшкозеро.

## Бассейн

### Основные притоки
(от устья)
- 12 км (лв): Мелличайоки
- 22 км (пр): Оврия
- 29 км (лв): Пяйгондиоя
- 37 км (пр): Иванов Ручей
- 40 км (лв): Пекоеручей
- 41 км (пр): Рюшиланроко
- 46 км (пр): Вигитусручей
- 58 км (пр): Ланец
- 63 км (лв): Растас
- 64 км (лв): Хяме
- 69 км (лв): Няугу
- 104 км (лв): Нурдас
- 119 км (лв): Муезерка
- 185 км (лв): Кивиоя
- 194 км (пр): Кожала
- 220 км (пр): Чирка
- 220 км (лв): Кемь

### Озёра
Чирко-Кемь протекает через озёра:
- Симононъярви
- Ховдаярви
- Нижнее Шулгоярви
- Момсаярви
- Калмозеро
- Челгозеро

Кроме озёр бассейнов втекающих в Чирко-Кемь рек, а также озера Момсаярви, к бассейну Чирко-Кеми относятся также озёра:
- Большое Шигъярви
- Аккаярви
- Пизма (с втекающей в него рекой Пизмой)
- Мергубское
- Большое Хижозеро
- Хижозеро
- Кальви
- Таташъярви
- Пералампи
- Тикша
- Новинка

## Данные водного реестра
По данным государственного водного реестра России относится к Баренцево-Беломорскому бассейновому округу, водохозяйственный участок реки — Кемь от Юшкозерского гидроузла до Кривопорожского гидроузла. Речной бассейн реки — бассейны рек Кольского полуострова и Карелии, впадает в Белое море.
Код объекта в государственном водном реестре — 02020000912102000003648.